# Новошиліково
Новошилі́ково (рос. Новошиликово, башк. Яңы Шилек) — присілок у складі Бураєвського району Башкортостану, Росія. Входить до складу Тангатаровської сільської ради.
Населення — 46 осіб (2010; 64 у 2002).
Національний склад:
- башкири — 95 %